# Edward of Westminster

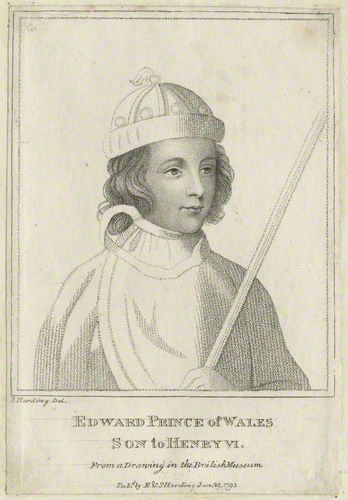
Edward of Westminster, Stich aus dem 18. Jahrhundert

Edward of Westminster, Prince of Wales (* 13. Oktober 1453 im Palast von Westminster; † 4. Mai 1471 in der Schlacht von Tewkesbury) war das einzige Kind des englischen Königs Heinrich VI. und von dessen Frau Margarete von Anjou. Er führte von Geburt an den Titel Duke of Cornwall.

## Herkunft und Leben
Seine Eltern heirateten 1445, als die geistige Umnachtung Heinrichs VI. als Erbe seines Großvaters Karl VI. von Frankreich bereits phasenweise zum Ausbruch gekommen war. Edwards Mutter Margarete arrangierte sich sehr schnell mit der führenden Hofpartei unter Edmund Beaufort, deren größter Gegenspieler – nach Ausschalten einiger innerfamiliärer Verwandten der Lancaster-Linie – Richard Plantagenet, 3. Duke of York, war. Als die Königin 1453 unerwartet schwanger wurde, waren alsbald Gerüchte im Umlauf, dass das Kind einer Liebschaft mit einem Unbekannten entspringe. Heinrich VI. erkannte jedoch Edward als seinen Sohn an, so dass dieser 1454 zum fünften Prince of Wales ernannt werden konnte. Wenig später begannen die Rosenkriege mit der ersten Schlacht von St Albans im Jahre 1455.
1460 erlangte York nach der Schlacht von Northampton und seinem triumphalen Einzug in London die Position des offiziellen Thronfolgers unter Umgehung der legitimen Rechte Edwards. Margarete reagierte mit Hilfe von Lancaster-Getreuen mit der erneuten Aufstellung eines Heeres, das in der Schlacht von Wakefield York schlagen konnte, der zudem in dieser Schlacht fiel. 1461 eroberte Yorks ältester Sohn Edward, Earl of March den Thron und nahm den Titel Eduard IV. an. Margarete floh mit ihrem Sohn nach Schottland, nach Wales und schließlich nach Frankreich, wo sie auf ihre Stunde wartete, Edward zu seinem Recht zu verhelfen.
1470 wechselte Richard Neville, 16. Earl of Warwick, genannt der „Königsmacher“, der maßgeblich zu Eduards Thronbesteigung beigetragen hatte, die Seiten und verhalf Heinrich VI. erneut auf den Thron. Zudem wurde Edward im Dezember 1470 mit Warwicks Tochter Anne Neville verheiratet. Ob diese Ehe vollzogen wurde, ist nicht eindeutig zu klären.
Am 14. April 1471 schlug der aus seinem Exil zurückgekehrte Eduard IV. in der Schlacht von Barnet die Truppen Nevilles vernichtend, und der Königsmacher starb im Kampf. Margarete, begleitet von ihrem mittlerweile erwachsenen Sohn, hatte inzwischen eine weitere Armee aufgestellt. Die Nachricht von der Niederlage Warwicks bei Barnet demoralisierte Margaretes und Edwards Truppen so sehr, dass nur ein Rückzug nach Wales in Frage kam, von wo man Truppenunterstützung erhoffte. Bei Tewkesbury holte Eduard IV. die Lancasterarmee ein, die Anhänger Heinrichs VI. mussten sich dem Kampf stellen. Die Schlacht von Tewkesbury am 4. Mai 1471 endete in einem Desaster; Margarete wurde gefangen genommen, praktisch alle Heerführer Lancasters fielen im Kampf oder wurden anschließend exekutiert.
Über Edwards Tod gibt es verschiedene Versionen. Zum einen ist es möglich, dass er direkt im Kampfgeschehen der Schlacht starb. Andere Erzählungen führen aus, dass er auf der Flucht von Yorkisten gefangen wurde. Eine Untervariante hierbei ist gemäß der Warkworth-Chronik die Gefangennahme durch Soldaten im Beisein von George Plantagenet, dem jüngeren Bruder Eduards IV., den Edward um Gnade anflehte, doch wurde der Prinz durch die Soldaten erschlagen. Eine zweite und erheblich jüngere Untervariante gemäß der Hall-Chronik spricht von einer Gefangennahme und einem Treffen mit Eduard IV. Während des Treffens habe Edward den König gereizt, der ihn daraufhin geschlagen habe. Clarence sowie der jüngste Bruder des Königs, Richard, Duke of Gloucester, und William Hastings hätten daraufhin den Prinzen getötet. Die zweite Variante wirkt aufgrund ihres zeitlichen Abstandes und aufgrund des Mangels zeitgenössischer Quellen eher fiktiv, hat aber durchaus das in der Tudor-Zeit geprägte Bild Gloucesters als skrupelloser Mörder mitgeprägt. Allerdings wird diese Darstellung, wenn auch nicht bezüglich der Person, teilweise durch eine kürzlich aufgefundene französische Abschrift des Arrival gestützt, die zeitgenössisch sein könnte und nach der Edward dem König mit einer Krone entgegengetreten und sofort niedergeschlagen worden sei. Auf jeden Fall ist Edward der einzige Prince of Wales, der in einer Schlacht fallen sollte. Er wurde in der Abtei von Tewkesbury begraben.
Heinrich VI. wurde wenig später im Tower ermordet, womit das Haus Lancaster endgültig erlosch, auch wenn sich die Tudors später dynastisch darauf berufen sollten.
Edwards Witwe Anne war ebenfalls gefangen genommen worden und heiratete später Gloucester, womit sie durch dessen Krönung 1483 noch Königin von England wurde.